# Sogong-dong
Sogong-dong là một dong, phường của Jung-gu ở Seoul, Hàn Quốc.

## Kinh tế
All Nippon Airways điều hành Văn phòng Seoul ở phòng 1501 tầng 15 của Center Building ở Sogong-dong. Hainan Airlines điều hành Văn phòng Hàn Quốc trong Suite 1501 của Tòa nhà Samyoung ở Sogong-dong.

## Điểm thu hút
- Wongudan
- Deoksugung

## Vận chuyển
- Ga tòa thị chính (Seoul) của Tuyến Seoul  1 và Tuyến Seoul 2
- Ga Seodaemun của Tuyến Seoul 5

## Liên kết
- (tiếng Anh) Trang chính thức Jung-gu Lưu trữ ngày 18 tháng 1 năm 2006 tại Wayback Machine
- (tiếng Hàn) Trang chính thức Jung-gu[liên kết hỏng]
- (tiếng Hàn) Hướng dẫn du lịch Jung-gu từ trang chính thức Lưu trữ ngày 31 tháng 8 năm 2011 tại Wayback Machine
- (tiếng Hàn) Tình trạng của Jung-gu Lưu trữ ngày 5 tháng 12 năm 2012 tại archive.today
- (tiếng Hàn) Văn phòng dân cư và bản đồ của Jung-gu Lưu trữ ngày 5 tháng 12 năm 2012 tại archive.today